# Skamija online
Skamija onlajn pokrenuta je 1. novembra 2012. a nastala je na tradiciji Skamije, štampanog časopisa iz 1934.

## Istorijat
Časopis Skamija online daleki je potomak časopisa Skamija iz 1934. čiji je pokretač, urednik i vlasnik bio novinar Ljubomir Vunjak. Časopis nije bio dugog veka, 1934. izašla su dva broja, a 1935. verovatno 3 broja  pa je Skamija zabranjena zbog svog za ono vreme nepodobnog sadržaja.
Posle više od  sedam decenija Ljubine ćerke Ljiljana Vunjak Ribnikar  i Mirjana Vunjak Žikić obnavljaju očev časopis Skamija, ali prema danas važećim normama elektronskog izdavaštva, i kao medijsko glasilo familije Vunjak i svih zainteresovanih. Ideja je bila da se rodoslov i istorijat familije Vunjak učini dostupnim što širem krugu rođaka koje je sudbina rasejala širom sveta. Skamija je trebalo da bude povod i mesto upoznavanja i familijarnog druženja. Svojim sadržajem i čitalačkom publikom časopis je brzo nadrastao familijarne okvire.
Prvi broj Skamije online pojavljuje se 1. novembra 2012. budući da se prvi broj Ljubine Skamije pojavio 1. novembra 1934. g. Prema tradiciji štampane  Skamije koja je koristila i ćirilicu i latinicu prilozi u online časopisu  objavljuju se na pismu i jeziku dostavljenih rukopisa.

## Sadržaj
Skamija onlajn  je multimeddijalni elektronski časopis organizovan  kao baza podataka  u koju je smešten celokupni sadržaj   raspoređen u  osnovne rubrike odnosno menije i podrubrike odnosno podmenije.
Sadržaj časopisa, pored opštih podataka o samom časopisu, njegovom istorijatu i podacima o porodici, donosi tekstove u dogadjajima vezanim za Vunjake, predstavlja mlađe članove, objavljuje sećanja, putopise,  reportaže, fotoreportaže, književno stvaralaštvo. Posebna pažnja posvećenja je negovanju kulturnog i folklornog nasleđa, običajima i tradicionalnoj ishrani.

## Internet
Prema podacima Webstatsdomain-a medju svim internet domenima koji na svetu ukupupno ima oko 30 miliona Skamija online zauzima 13 314 866. mesto, što znači da se nalazi u boljoj polovini svih svetskih internet prezentacija.
Više na sajtu 